# Chorizococcus senarius
Chorizococcus senarius är en skadeinsekt som beskrevs 1967 av Mckenzie. Arten ingår i släktet Chorizococcus och familjen ullsköldlöss. Tidigare var den bara känd från Californien i USA men på 2000-talet hittades den i Töreki i Ungern, där den levde på hundtandsgräs vid en rastplats utmed en motorväg. Eventuellt har den introducerats genom transport att växtmaterial. Inga underarter finns listade i Catalogue of Life.